# Кошарка на Летњим олимпијским играма 2020 — Олимпијски квалификациони турнир за мушкарце у Београду
Олимпијски квалификациони турнир у кошарци за мушкарце 2020. је једно од четири квалификациона турнира. Такмичење почиње 29. јуна, а завршава се финалном утакмицом 4. јула 2021. у Београду у Србији. Италија се као победник турнира пласирала на Олимпијске игре.
Турнир је одложен због пандемије вируса корона, неће се одиграти 2020. него 2021, након што су одложене и Летње олимпијске игре у Токију.

## Репрезентације
| Репрезентација         | Квалификовани путем                   | Датум квалификовања | Ранг на ФИБА листи |
| ---------------------- | ------------------------------------- | ------------------- | ------------------ |
| Србија                 | 5. место на Светском првенству 2019.  | 15. септембар 2019. | 6. место           |
| Италија                | 9. место на Светском првенству 2019.  | 15. септембар 2019. | 12. место          |
| Порторико              | 15. место на Светском првенству 2019. | 15. септембар 2019. | 17. место          |
| Доминиканска Република | 16. место на Светском првенству 2019. | 15. септембар 2019. | 19. место          |
| Сенегал                | Позивница                             | 19. септембар 2019. | 35. место          |
| Филипини               | Позивница                             | 26. фебруар 2021.   | 31. место          |

## Дворана
| Београд                 | БеоградКошарка на Летњим олимпијским играма 2020 — Олимпијски квалификациони турнир за мушкарце у Београду на карти Србије |
| Хала Александар Николић | БеоградКошарка на Летњим олимпијским играма 2020 — Олимпијски квалификациони турнир за мушкарце у Београду на карти Србије |
|                         | БеоградКошарка на Летњим олимпијским играма 2020 — Олимпијски квалификациони турнир за мушкарце у Београду на карти Србије |
| Капацитет: 8.000        | БеоградКошарка на Летњим олимпијским играма 2020 — Олимпијски квалификациони турнир за мушкарце у Београду на карти Србије |

## Прелиминарна рунда

### Група А
| Табела                    | ИГ | Д | И | КД  | КП  | КР  | Бод. | Коментари            |
| ------------------------- | -- | - | - | --- | --- | --- | ---- | -------------------- |
| 1. Србија (Д)             | 2  | 2 | 0 | 177 | 152 | +25 | 4    | Пласман у полуфинале |
| 2. Доминиканска Република | 2  | 1 | 1 | 170 | 161 | +9  | 3    | Пласман у полуфинале |
| 3. Филипини               | 2  | 0 | 2 | 143 | 177 | -34 | 2    | Елиминација          |

| 29. јун 2021. | Доминиканска Република                                           | 76–94                                 | Србија                                                              | Београд                                                                                           |  |
| 20:15         | Четвртине: 23:31, 24:16, 19:20, 10:27                            | Четвртине: 23:31, 24:16, 19:20, 10:27 | Четвртине: 23:31, 24:16, 19:20, 10:27                               |                                                                                                   |  |
|               | Поени: Лиз, Торес 16 Скокови: Лиз 9 Асистенције: Солано, Торес 4 | Извештај                              | Поени: Марјановић 18 Скокови: Марјановић 10 Асистенције: Теодосић 6 | Арена: Хала Александар Николић Судије: Гиљерме Локатели, Мартињш Козловскис, Георгиос Поурсанидис |  |

| 30. јун 2021. | Србија                                                              | 83–76                                 | Филипини                                               | Београд                                                                       |  |
| 20:15         | Четвртине: 22:16, 23:18, 22:28, 16:14                               | Четвртине: 22:16, 23:18, 22:28, 16:14 | Четвртине: 22:16, 23:18, 22:28, 16:14                  |                                                                               |  |
|               | Поени: Марјановић 25 Скокови: Марјановић 10 Асистенције: Теодосић 6 | Извештај                              | Поени: Куам 17 Скокови: Куам 7 Асистенције: Белангел 6 | Арена: Хала Александар Николић Судије: Јохан Росо, Омар Бермудез, Џејмс Бојер |  |

| 1. јул 2021. | Филипини                                                  | 67–94                                 | Доминиканска Република                              | Београд                                                                                       |  |
| 20:30        | Четвртине: 22:23, 19:16, 10:26, 16:29                     | Четвртине: 22:23, 19:16, 10:26, 16:29 | Четвртине: 22:23, 19:16, 10:26, 16:29               |                                                                                               |  |
|              | Поени: Хединг 16 Скокови: Куам 6 Асистенције: Белангел 10 | Извештај                              | Поени: Лиз 23 Скокови: Арухо 7 Асистенције: Торес 6 | Арена: Хала Александар Николић Судије: Гиљерме Локатели, Мартињш Козловскис, Кингсли Ојеабуру |  |

### Група Б
| Табела       | ИГ | Д | И | КД  | КП | КР  | Бод. | Коментари             |
| ------------ | -- | - | - | --- | -- | --- | ---- | --------------------- |
| 1. Италија   | 2  | 2 | 0 | 110 | 83 | +27 | 4    | Пласман у полуфинале  |
| 2. Порторико | 2  | 1 | 1 | 103 | 90 | +13 | 3    | Пласман у полуфинале  |
| 3. Сенегал   | 2  | 0 | 2 | 0   | 40 | -40 | 2    | Одустали од такмичења |

- Белешка:

1. ^ Сенегал: Сенегал неће учествовати на квалификационом турниру, 28. јуна обавестили су ФИБА-у, о прекиду њихових припрема у Немачкој због вируса корона. ФИБА је донела одлуку да се неће одиграти утакмице које су биле заказане са Порториком и Италијом, а Сенегал ће изгубити ове две утакмице, службеним резултатом 0−20.[1]

| 29. јун 2021. | Порторико | 20–0 | Сенегал |  |  |
|               |           |      |         |  |  |
|               |           |      |         |  |  |

| 30. јун 2021. | Сенегал | 0–20 | Италија |  |  |
|               |         |      |         |  |  |
|               |         |      |         |  |  |

| 1. јул 2021. | Италија                                                         | 90–83                                  | Порторико                                               | Београд                                                                         |  |
| 17:00        | Четвртине: 18:'24, 19:20, 27:14, 26:25                          | Четвртине: 18:'24, 19:20, 27:14, 26:25 | Четвртине: 18:'24, 19:20, 27:14, 26:25                  |                                                                                 |  |
|              | Поени: три играча 21 Скокови: Полонара 11 Асистенције: Манион 6 | Извештај                               | Поени: Клавел 24 Скокови: Браун 9 Асистенције: Браун 16 | Арена: Хала Александар Николић Судије: Јохан Росо, Омар Бермундез, Јенер Јилмаз |  |

## Елиминациона рунда
|  | Полуфинале             | Полуфинале |        |    | Финале | Финале |
|  |                        |            |        |    |        |        |
|  | 3. јул                 |            |        |    |        |        |
|  |                        |            |        |    |        |        |
|  | Србија                 | 102        |        |    |        |        |
|  | Србија                 | 102        | 4. јул |    |        |        |
|  | Порторико              | 84         |        |    |        |        |
|  | Порторико              | 84         | Србија | 95 |        |        |
|  | 3. јул                 |            | Србија | 95 |        |        |
|  |                        | Италија    | 102    |    |        |        |
|  | Италија                | Италија    | 102    | 79 |        |        |
|  | Италија                |            |        | 79 |        |        |
|  | Доминиканска Република | 59         |        |    |        |        |
|  | Доминиканска Република | 59         |        |    |        |        |

### Полуфинале
| 3. јул 2021. | Италија                                                               | 79–59                                 | Доминиканска Република                                             | Београд                                                                                          |  |
| 13:00        | Четвртине: 22:14, 20:16, 24:8, :13:21                                 | Четвртине: 22:14, 20:16, 24:8, :13:21 | Четвртине: 22:14, 20:16, 24:8, :13:21                              |                                                                                                  |  |
|              | Поени: Фонтекио 17 Скокови: три играча 5 Асистенције: четири играча 3 | Извештај                              | Поени: Франсис 12 Скокови: Сантос 7 Асистенције: Мендоза, Солано 4 | Арена: Хала Александар Николић Судије: Гиљерме Локатели, Мартињш Козловскис, Георгиос Пурсанидис |  |

| 3. јул 2021. | Србија                                                       | 102–84                                | Порторико                                                | Београд                                                                         |  |
| 16:00        | Четвртине: 28:26, 23:14, 28:28, 23:16                        | Четвртине: 28:26, 23:14, 28:28, 23:16 | Четвртине: 28:26, 23:14, 28:28, 23:16                    |                                                                                 |  |
|              | Поени: Мицић 21 Скокови: Петрушев 8 Асистенције: Теодосић 10 | Извештај                              | Поени: Пинеиро 23 Скокови: Браун 5 Асистенције: Браун 10 | Арена: Хала Александар Николић Судије: Јохан Росо, Омар Бермундез, Јенер Јилмаз |  |

### Финале
| 4. јул 2021. | Србија                                                                | 95–102                                | Италија                                                     | Београд                                                                                 |  |
| 20:30        | Четвртине: 22:28, 23:29, 18:23, 32:22                                 | Четвртине: 22:28, 23:29, 18:23, 32:22 | Четвртине: 22:28, 23:29, 18:23, 32:22                       |                                                                                         |  |
|              | Поени: Анђушић 27 Скокови: Калинић 6 Асистенције: Калинић, Теодосић 5 | Извештај                              | Поени: Манион 24 Скокови: Полонара 12 Асистенције: Пајола 6 | Арена: Хала Александар Николић Судије: Гиљерме Локатели, Јохан Росо, Мартињш Козловскис |  |

## Коначне позиције
| # | Репрезентација         | П–И      | Напомена                               |
| - | ---------------------- | -------- | -------------------------------------- |
| 1 | Италија                | 3—0      | Квалификовани на Олимпијске игре 2020. |
| 2 | Србија                 | 3—1      |                                        |
| 3 | Порторико              | 1—2      |                                        |
| 4 | Доминиканска Република | 1—2      |                                        |
| 5 | Филипини               | 0—2      |                                        |
| 6 | Сенегал                | 0—2      | Одустали од такмичења                  |
| 7 | Нови Зеланд            | Одустали | Одустали од такмичења                  |